# 아라타
아라타(آراتا)는 전설속의 수메르의 고대도시(ca. 2500-2100 BC)였다. 아라타는 부유하고, 산지이며, 상류의 나라로 에슈케시단나 왕이 지배하였다. 그는 우루크의 군주 엔메르카르와 경쟁하였다.
아라타는 돌과 금속, 그리고 기술자와 공예가로 유명하였으며 은과 금의 근원이었다. 여신 이난나가 배우자로서 아라타에서 우루크로 그녀의 충성을 이전하여 킹메이커의 역할을 하였다고 한다.

## 수메르 문헌에서의 언급
아라타와 우루크사이의 싸움을 기술하는 네 가지 수메르 문헌이 있다.
- 아라타의 주인 엔메르카르
- 엔메르카르와 엔수-케시단나
- 산의 동굴속의 루갈반다
- 루갈반다와 안주 새

## 위치의 가설들
아라타의 위치로 여러곳이 주장되었다. 사뮤엘 크레이머는 그곳을 북서 이란과 카스피해라고 주장하였다. 그리고 게오르기나 헤르만은 카스피해의 남쪽이라 주장한 반면 코헨은 서이란의 안샨-하마단을 선호하였다. 아르메니아인과 다른 고고학자들에 따르면 아라타는 우라르투 또는 아라라트의 초기 이름이었다고 한다. 그 영역은 아라미안 석이 풍부한데 그것은 라피스라즐리이다. 그리고 약간의 이란 고고학자들은 아라타가 새로 발굴된 지로프트 문명이라고 규정하지만 그곳은 수메르에서 강으로 도달될 수가 없다. 대부분의 고고학자들은 북서 이란에 아라타를 위치를 상정한다.